# Dvorec Elmau
Dvorec Elmau (nem. Schloss Elmau) je hotel najvišjega razreda, umeščen na razgledno ravnico pod pogorjem Wetterstein znotraj zavarovanega območja v občini Krün, med Garmisch-Partenkirchnom in Mittenwaldom na Bavarskem. 
Stavba je bila dograjena 1916. Danes je v njej urejen hotel s 5 zvezdicami ter 123 sobami in apartmaji, koncertno dvorano, bazenom in nekaj restavracijami. Je prizorišče pomembnih mednarodnih srečanj in konferenc. Je tudi član elitne zveze The Leading Hotels of the World. 7.-8. junija 2015 je v Dvorcu Elmau potekal 41. vrh G7.

## Zgodovina

### Pred 1900
Ime Elmau se prvič omenja 1395, njegova etimologija pa še ni povsem dognana; nejasen je zlasti prvi del, ki se najverjetneje nanaša na Alm, medtem ko izglasje besede izvira iz besede Aue 'izvir', s čimer nakazuje mokrotno območje, ki so ga napajali bližnji ledeniki. 
V letu 1542 je tu stala samnja z žago in gostiščem. Kasnejeje posest kupil Ludvik II. Bavarski, ki se je tod pogosto mudil za svoj rojstni dan in god.  

### Po 1900
Sedanji dvorec je bil zgrajen med 1914 in 1916 po načrtih Carla Settlerja. Naročnik je bil Settlerjev zet, pisatelj, filozof in teolog Johannes Müller, ki je dal dvorec ob denarni podpori grofice Else Waldersee zgraditi za svoje bralce in udeležence seminarjev, saj stari grad Mainberg za omenjene potrebe ni več zadoščal. Zamislil si ga je tudi kot pribežališče umetnikov in kulturprotestantov, kjer naj bi le-ti razvijali umetniški dar v čudoviti naravi ob zgledu starih mojstrov. Po vzponu nacizma je Müller v strahu pred razlastitvijo 1933 stavbo prepustil Wehrmachtu, ki jo je uporabjal za oddih svojih članov. Ob koncu vojne so ameriške enote v njo namestili poljsko bolnišnico, kasneje pa bavarska vlada sanatorij za pljučne bolnike. 1951 je vlada dvorec vrnila Müllerjevim potomcem, ki so v njem uredili hotel.
Gotovanja priznanih glasbenikov so v dvorcu postala že ustaljen običaj: redno so prihajali čelist Sol Gabetta, klarinetistka Sabine Meyer in dirigent Gidon Kremer, pa violinist Yehudi Menuhin, sopranistka Barbara Hendricks in pianistka Mitsuko Učida. Džezist Vladislav Sendecki je januarja 2010 tu posnel svoj 'Klavirski solo piano v Dvorcu Elmau'.
Zgodaj zjutraj 7. avgusta 2005 je hotel prizadel požar, ki ga je povzročila električna odeja nekdanjega direktorja Duccija Mesirca. Ogenj je skoraj v celoti uničil vrhnje nadstropje osrednjega krila, a žrtev ni bilo. Hotel je bil po tem temeljito prenovljen.